# Pinzon (Montan)

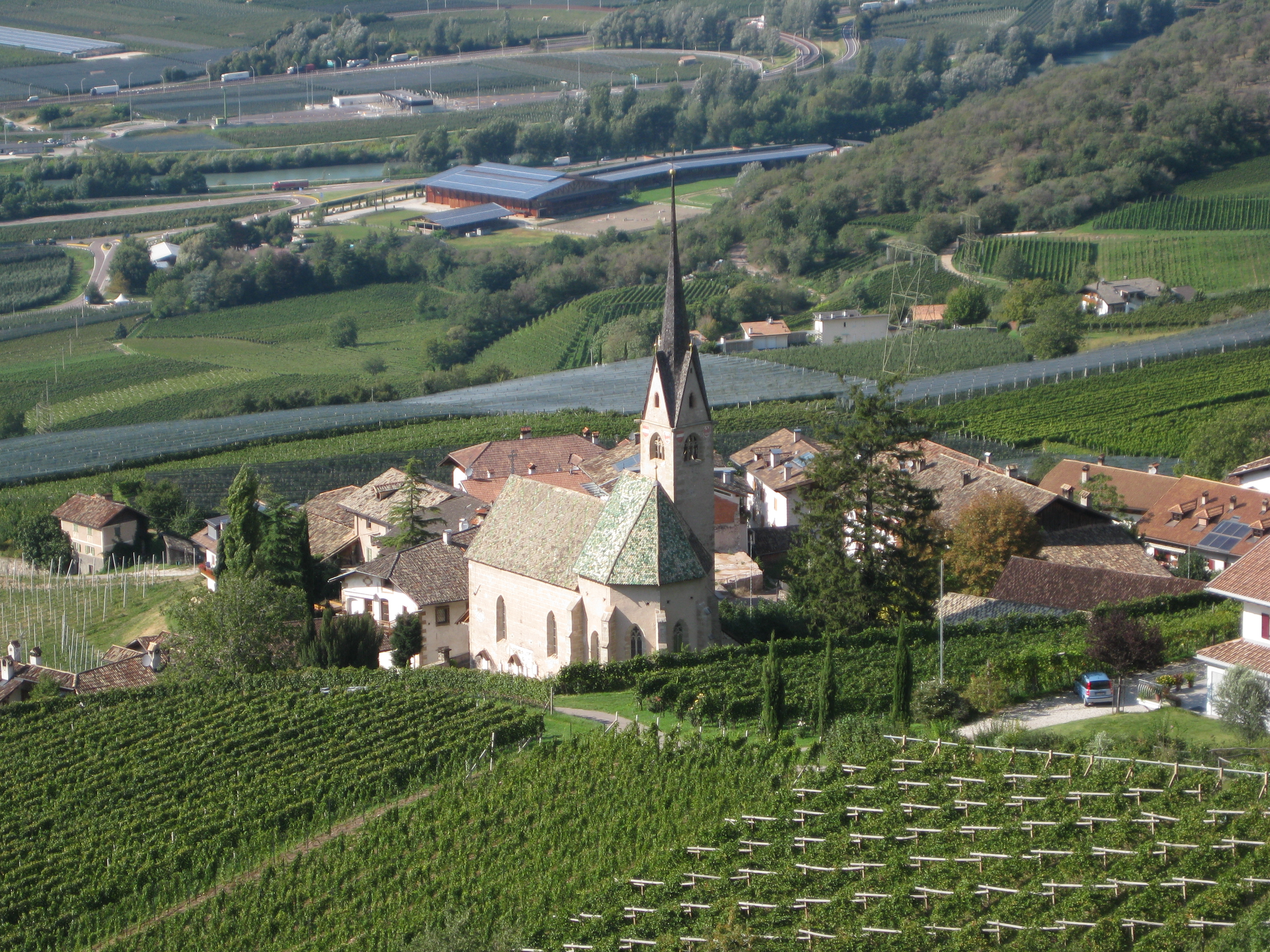
Blick auf den Ortskern von Pinzon von Südosten

Pinzon ([pinˈtsoˑn]; italienisch Pinzano) ist eine Fraktion der Gemeinde Montan in Südtirol. Die Ortschaft liegt auf der orographisch linken, östlichen Seite erhöht über dem Etschtal im Südtiroler Unterland. Sie nimmt dort eine von weitläufigen Reblandschaften des Südtiroler Weinbaugebiets geprägte Hangterrasse an den Ausläufern des Cisloner Bergs ein, die  südseitig zum Ausgang des Mühlentals abfällt. Die nächstgelegenen Ortschaften sind etwas nördlich der Gemeindehauptort Montan, weiter oberhalb am Hang Glen und unterhalb nahe der Talsohle die Vill.
Ersturkundlich ist die Örtlichkeit in einer lateinischen Urkunde von 1230 als Binçan genannt, um 1300 erscheint sie als Pinzan und  1481 ist die Bezeichnung Pintzaner feld bezeugt. In den Jahren 1466–1487 treten die Leute von Pinzan, angeführt von Kirchpropst Achacius de Pintzano, als eigene Siedlungsgemeinschaft in Erscheinung.
Der auf 390–430 m gelegene Ortskern von Pinzon ist durch eine Reihe historischer Bauten charakterisiert.

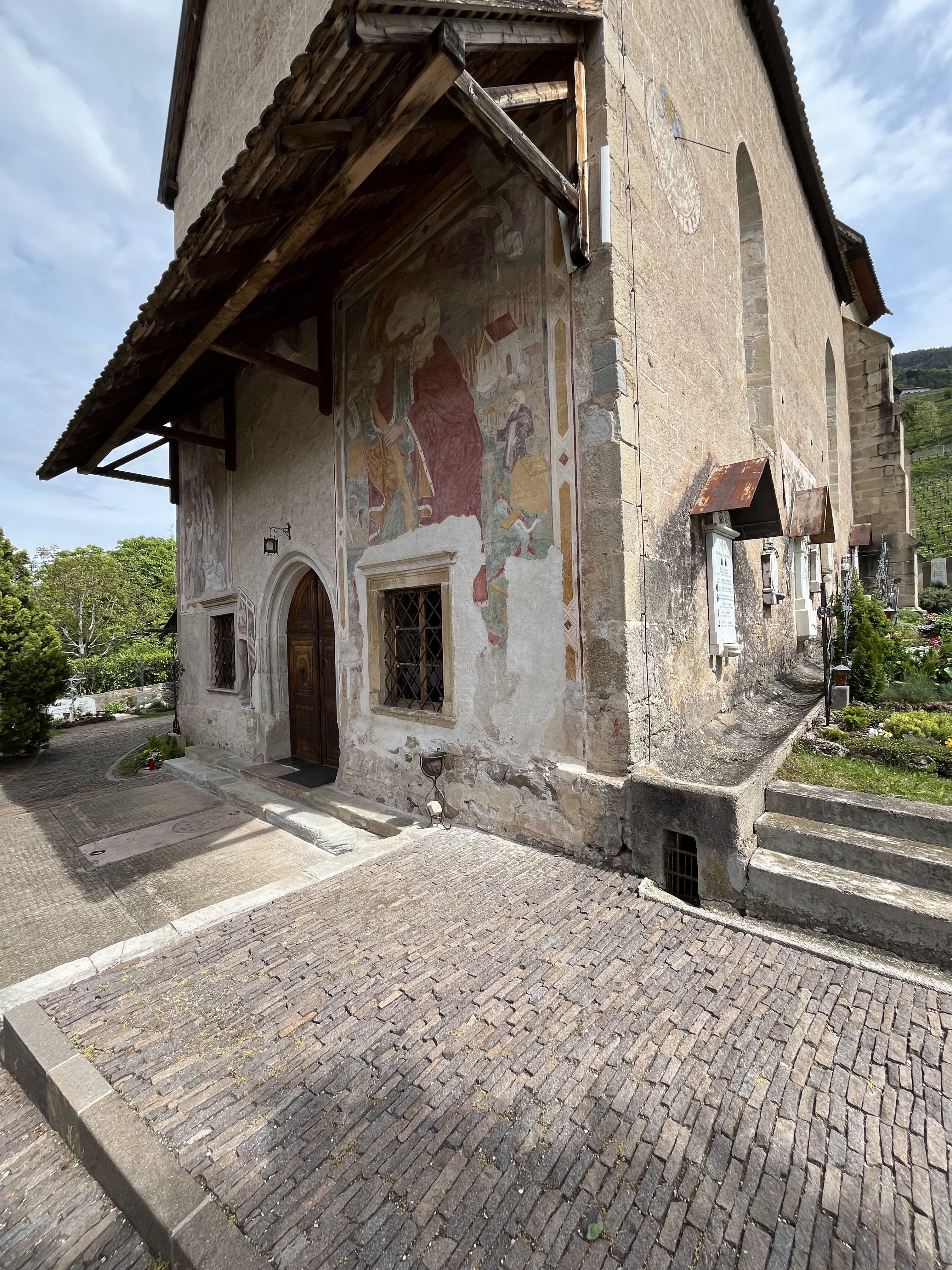
Pinzon, St. Stephan – von Südwesten

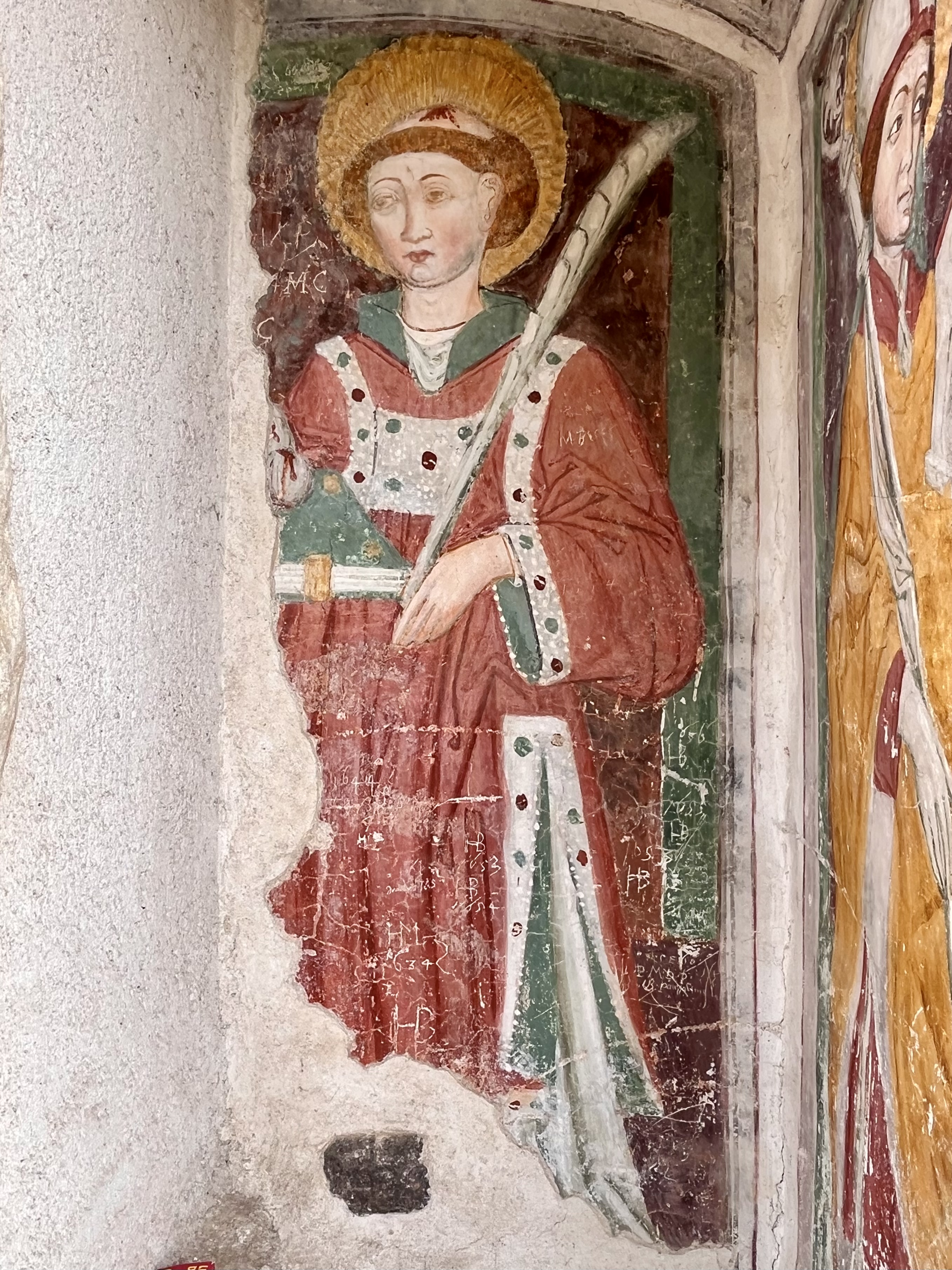
Pinzon, St. Stephan, Westfassade, Hl. Stephanus (Fresko)

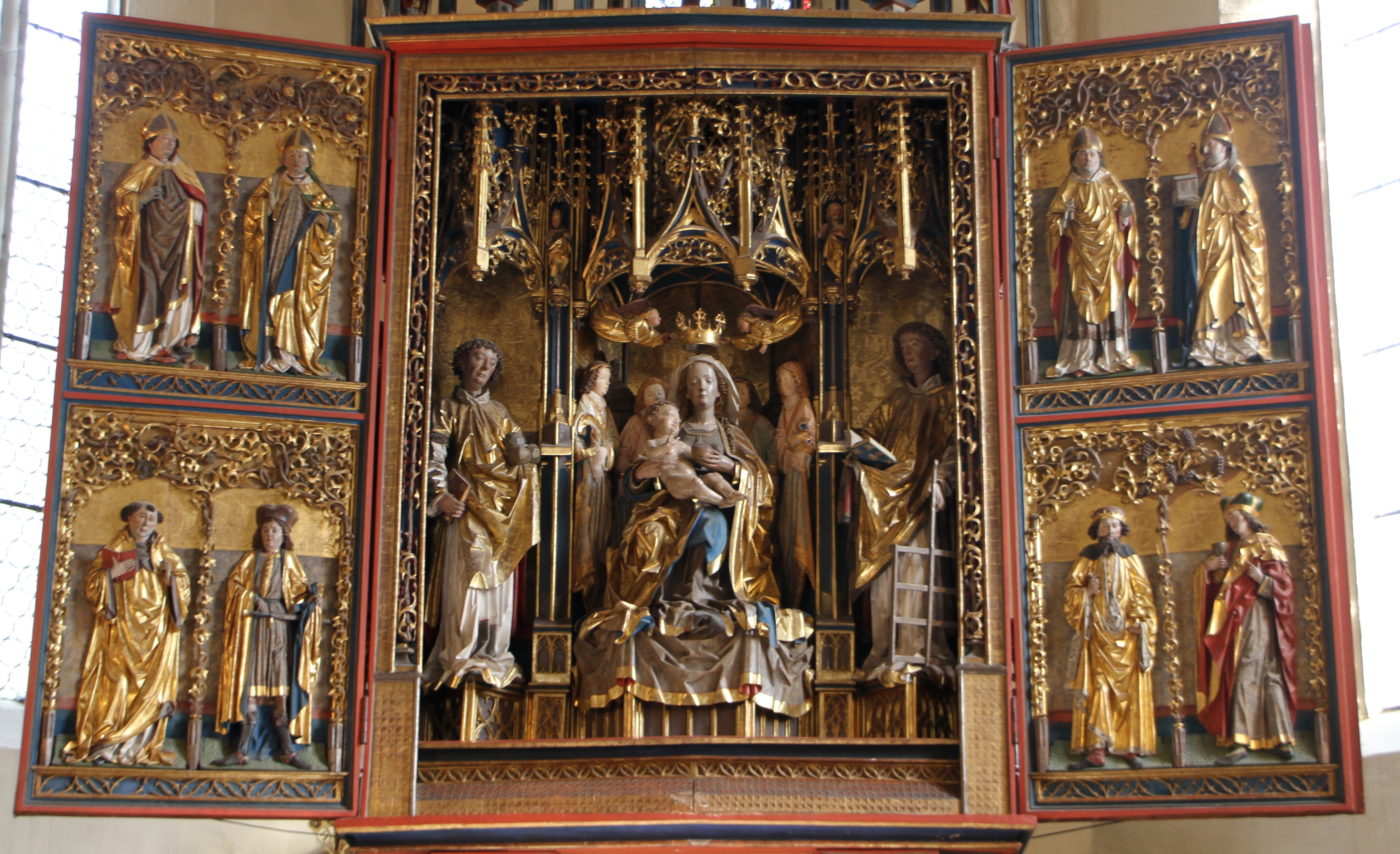
Pinzon, St. Stephan, Klocker-Altar

Die bekannteste Sehenswürdigkeit ist der von Hans Klocker um 1500 geschaffene Flügelaltar in der St.-Stephans-Kirche, einem spätgotischen Bau mit erhöhtem polygonalen Chor, seitlichem Spitzturm (mit den gemalten Wappen Österreichs und Tirols in den Fensterzwickeln) und angebauter Loretokapelle.